# Austria en los Juegos Paralímpicos de Pekín 2022
Austria estuvo representada en los Juegos Paralímpicos de Pekín 2022 por un total de dieciséis deportistas, once hombres y cinco mujeres.

## Medallistas
El equipo paralímpico austríaco obtuvo las siguientes medallas:
| Nombre          | Deporte        | Evento                                        |
| --------------- | -------------- | --------------------------------------------- |
| Oro             |                |                                               |
| Veronika Aigner | Esquí alpino   | Eslalon discapacidad visual femenino          |
| Veronika Aigner | Esquí alpino   | Eslalon gigante discapacidad visual femenino  |
| Johannes Aigner | Esquí alpino   | Descenso discapacidad visual masculino        |
| Johannes Aigner | Esquí alpino   | Eslalon gigante discapacidad visual masculino |
| Carina Edlinger | Esquí de fondo | 1,5 km velocidad discapacidad visual femenino |
| Plata           |                |                                               |
| Barbara Aigner  | Esquí alpino   | Eslalon discapacidad visual femenino          |
| Johannes Aigner | Esquí alpino   | Eslalon discapacidad visual masculino         |
| Johannes Aigner | Esquí alpino   | Supercombinada discapacidad visual masculino  |
| Markus Salcher  | Esquí alpino   | Descenso de pie masculino                     |
| Markus Salcher  | Esquí alpino   | Supergigante de pie masculino                 |
| Bronce          |                |                                               |
| Barbara Aigner  | Esquí alpino   | Eslalon gigante discapacidad visual femenino  |
| Johannes Aigner | Esquí alpino   | Supergigante discapacidad visual masculino    |
| Carina Edlinger | Esquí de fondo | 10 km discapacidad visual femenino            |